# Куареня Черето
Куарѐня Черѐто (на италиански: Quaregna Cerreto) е община в Северна Италия, провинция Биела, регион Пиемонт. Административен център на общината е село Куареня (Quaregna), което е разположено на 280 m надморска височина. Населението на общината е 2045 души (към 2019 г.).
Общината е създадена в 1 януари 2019 г. Тя се състои от предшествуващите общини Куареня и Черето Кастело.